# Catedral de Huancayo
La Basílica Catedral de Huancayo o catedral de la Santísima Trinidad es la iglesia mayor de la ciudad peruana de Huancayo. Se encuentra en el corazón de la zona monumental de la ciudad al noreste de la Plaza Constitución, es de estilo neoclásico y en su interior conserva pinturas de la Escuela cusqueña de pintura. Es sede del Arzobispado de Huancayo.
Este templo, conocido en sus inicios como Templo Matriz, fue construido en un terreno que donaron vecinos notables. Su construcción comenzó el 18 de marzo de 1799 terminando el 18 de marzo de 1831. Por bula del papa Pío XII fue elevada a iglesia catedral en 1955 superando de esa manera a otra notable iglesia huancaína, la Basílica de la Inmaculada. Más adelante fue consagrada a la Santísima Trinidad, la misma a quien fue dedicada la Ciudad de Huancayo en 1572.

## Ubicación en la ciudad
La iglesia catedral de Huancayo está situada en la Plaza de la Constitución, en el Cercado de Huancayo, en el cruce de la tercera cuadra del Jirón Puno con la tercera cuadra de la Calle Real.

## Historia
Se inicia cuando los herederos de Catalina Jiménez donaron el terreno donde fue construida esta iglesia, lo cual se hizo de manera escrita por medio del escribano Juan de Dios Marticorena, su título de basílica catedral fue gracias a la bula del Papa San Pio XII en la que conjuntamente se creó la Diócesis de Huancayo y en 1952 se realizó el primer sínodo Diocesano. En 1966 un 30 de junio pasó a ser una Arquidiócesis porque se tuvo un primer arzobispo llamado Mariano Jacinto Valdivia y Ortiz.
El día 7 de octubre de 1991, en la fiesta donde celebrada para Nuestra Señora del Rosario el arzobispo Emilio Vallebuona Merea realizó una invitación para consagrar a la catedral como un signo de unidad de jurisdicción eclesiástica, pero por ya encontrarse enfermo no pudo culminar esta tarea, por lo que el arzobispo José Paulino Ríos Reynoso acabó realizando esta labor un 8 de diciembre de 1992 en la cual estaba presente el monseñor Luigi Dossena, de parte del Nuncio Apostólico.
Se han llevado muchas reconstrucciones y remodelaciones, pero se trata de dejar la catedral tal cual fue construida en sus tiempos, es un lugar de mucha importancia por lo que grandes festividades son realizadas dentro de esta y sus alrededores.

## Interior
Al ingresar nos encontramos con el nártex de la catedral, que cuenta con pilastras cruciformes de orden dórico; al lado derecho de este espacio se encuentra la capilla de Jesús Nazareno y el acceso al Coro. Al pasar el cancel, apreciamos la belleza de este templo. Cuenta con una sola Nave en que se encuentran retablos a ambos lados de la misma. También posee un techo de estilo gótico.
Por el lado izquierdo se encuentra la capilla de Nuestra Señora de los Dolores, en su interior se venera a la Titular de esta capilla junto a la Virgen de la Alegría. Prosiguiendo por el lado izquierdo, apreciamos los retablos de la Santísima Trinidad (Patrón Jurado de la Ciudad), Nuestra Señora del Carmen y la Inmaculada Concepción. Al lado derecho se hallan los retablos de San José y el Niño Jesús, el Señor Justo Juez, Nuestra Señora de Guadalupe, la Virgen del Perpetuo Socorro y el Señor de la Resurrección "Pascualito Wanka".
En el transepto derecho se observa el retablo del Señor de los Milagros, con el primer lienzo que salió en procesión; junto a Santa Rosa de Lima, San Martín de Porres y San Pedro Apóstol, en su respectivas hornacinas. Al lado izquierdo vemos el lienzo del Señor de Huanca, devoción propia de la Ciudad del Cusco. a sus lados están el Señor de la Columna y San Miguel Arcángel, en la parte superior la imagen de San Antonio de Padua y en la inferior, la urna con los restos del Mártir San Félix.
Sobre el crucero se levanta la gran cúpula, en la que se encuentran hermosos vitrales de múltiples colores, que evocan a la Santísima Trinidad, la Virgen María y la Vida de Jesús. Fue reconstruida en el 2017, debido a que se encontraba en un pésimo estado y su estructura estaba seriamente dañada.
En el Altar Mayor predomina la imagen de Cristo Crucificado, tallada en madera, apoyada sobre una pequeña cúpula de mármol. En los últimos años, a este espacio se le ha ido añadiendo decoraciones en pan de oro y estofado. En el ábside se encuentran cuatro vitrales iluminando el interior del templo.
En la sacristía se encuentra la hermosa sillería coral, tallada en madera de cedro, aquí también se halla el Señor del Cabildo, imagen de Cristo Crucificado que sale en procesión durante la Semana Santa. También la catedral cuenta con una cripta, en la que se encuentran sepultados los Sacerdotes y Arzobispos más notables de la Ciudad.
Finalmente, se encuentra el Coro, donde se aprecia el grande e imponente Órgano, que fue traído de Alemania por el sacerdote Ricardo Rosemberg.

### Capillas

#### Cripta del Santo Sepulcro
En la actualidad donde antes fue el Oratorio dedicado al Señor de los Milagros, se construyó la Cripta Mausoleo del Santo Sepulcro, que tiene algunos rasgos similares a la Cripta de Tierra Santa. Desde que se colocó la primera piedra, el 9 de abril de 1982, se han realizado modificaciones, que son custodiadas de manera simbólica por dos ángeles. La Cripta del Santo Sepulcro es un centro de recogimiento, reconocido a nivel nacional e internacional. Durante la Semana Santa se organiza la Feria de las Flores Andinas, el concurso de Alfombras en el perímetro de la Plaza de la Constitución, lugares por donde recorre la tradicional procesión del Cristo Yacente en Viernes Santo que atrae la atención publica de propios y extraños.

#### Capilla de la Virgen de los Dolores
Sin lugar a duda la capilla de la Virgen de los Dolores y la imagen de Jesús Nazareno son una de las atracciones principales para todos los feligreses huancaínos, pues se pueden encontrar muchos fieles visitándolo continuamente. La imagen de la Nuestra Señora de los Dolores se halla en el retablo principal, flanqueada por la Santísima Virgen de la Alegría a su lado derecho. Actualmente el lugar que ocupaba Jesús Nazareno, se encuentra vacío debido a que él se trasladó definitivamente a su capilla bajo el Campanario de la catedral.

#### Capilla de Jesús Nazareno
La capilla-oratorio de Jesús Nazareno, también llamada Torre Nazarena, debido a que se encuentra bajo el campanario de la catedral; fue inaugurado el 21 de agosto de 2019, gracias a las gestiones realizadas por la Asociación de Devotos Protectores de Jesús Nazareno y el Arzobispado de Huancayo. El día de la inauguración se realizó la Entronización Procesional de la sagrada imagen de Jesús Nazareno, quien abandonó para siempre su lugar junto a la Virgen de los Dolores, para estar más cerca de sus fieles devotos.

## Descripción del exterior y determinación de su estilo
La fachada es de estilo neoclásico, con influencia barroca. Cuenta con una sola puerta y dos ventanales a ambos lados de la misma, con un enrejado de acero para mantener la seguridad del recinto. Está enteramente tallada con piedra y hormigón, traídos de Ocopilla. Sobre la puerta principal se encuentran detalles tallados en la piedra, como el rostro de Dios Padre y pasajes bíblicos escritos en latín. Cuenta con un tímpano triangular, de forma muy similar a un templo griego, sobre el cual se encuentra la Cruz, tallada también en piedra.
A los lados del tímpano, se levantan las majestuosas torres de un solo arco; la del lado derecho cuenta con un total de 6 campanas, que se tocan cada domingo, y la del lado izquierdo contiene el reloj con una campana. Sobre cada arco se encuentra un pequeño frontón triangular; una pequeña cúpula remata la cima y una Cruz corona ambas torres. El techo está recubierto con tejas, de acuerdo a la planta de Cruz Latina del templo. El tambor de la cúpula está hecho de hormigón y en él se encuentran los vitrales que iluminan el interior, la semiesfera esta recubierta de algo parecido a mosaicos de piedra de color rojo, y sobre ella se halla la linterna con una cruz de acero. La parte exterior del ábside está recubierto de tejas, lo que la hace ver de manera similar a las cúpulas bizantinas.
Además hay 2 puertas laterales, la del lado derecho que da a la Cripta del Santo Sepulcro y la del lado izquierdo que da al Salón de Andas (patio techado interior anexo a la catedral), en el que se guardan las andas de las imágenes que salen en procesión así como ornamentos litúrgicos utilizados en celebraciones públicas.

## Datos históricos
La actual catedral de Huancayo fue construida entre 1918 y 1922, por el Contratista alemán Christian Runzer, y el maestro de obras huancaíno Vicente Aquino, quien encabezó a un grupo de especialistas venidos de diversos puntos del país para construir nuestra hermosa catedral; bajo la comandancia del vicario Luis Márquez.
A decir de don Vicente Aquino. “La mayor parte de las piedras se trajeron de Ocopilla para lo cual se abrieron trochas y con ayuda de mulas y acémilas se trasladaron enormes rocas que luego se fueron tallando en las inmediaciones de la plaza, el resto del agregado (arena, hormigón piedras) se trajo desde el rio chilca que en ese entonces era más limpio y más cercano al templo. La cal viva se trasladaba desde Huayucachi de las minas de tajo abierto de propiedad de don Abrahan Sanchez. La amargamasa se formaba mezclando cal viva con arenilla. Las paredes laterales se hicieron totalmente de adobes solo en la fachada se utilizó las piedras”.
El alemán don Adolfo Miterhoffer, fue el responsable del tallado de las piedras que se usaron para la fachada de la Iglesia.
Mientras se realizaba la construcción en simultáneo el vicario Luis Márquez apuraba la construcción de las campanas y la adquisición de un reloj.
En el año 1920 el contratista Runzer trajo por tren el primer vehículo que llegó a Huancayo y fue utilizado en el acarreo de materiales.
El año 1922 antes de que se concluyera la construcción de la catedral el vicario Márquez fue remplazado por Ricardo Rosembrerg, quien concluyó con los detalles faltantes como la cobertura que se realizó con tejados y calaminas colocados sobre tijerales de madera amarrados con cuero de animales…
La inauguración de la catedral se remonta al año 1922 y la implementación del reloj se dio para 1925.

## Otros datos interesantes
Cada una de sus partes tiene su historia, por ejemplo la torre del lado derecho alberga a un reloj que es gemelo del reloj ubicado en el Parque Universitario en Lima.
Asimismo la campana que se aloja en la torre izquierda fue fundida conjuntamente con la campana de la Maria Angola de la catedral del Cuzco.
El reloj fue donado por la colonia china, al cumplirse el Centenario de la Independencia del Perú.
El órgano principal fue traído desde Alemania por el ilustrísimo sacerdote Ricardo Rosemberg.
Gran parte de su financiamiento fue asumida por la familia Giraldez. En su interior descansan los restos de San Félix, debido a que es una exigencia que dictan las normas católicas para que una Iglesia pueda ser declarada como catedral.

## Ceremonias
Todos los años, el 1 de junio se celebra la Misa y Te Deum, rememorando la fundación de Huancayo, a la que asisten el alcalde, sus regidores y las principales autoridades de la provincia. También el 16 de noviembre se celebra una Misa de Acción de gracias por el aniversario de la consolidación de Huancayo como provincia, con la presencia del Alcalde. Asimismo, cada 30 de agosto, se realiza el Te Deum en honor a Santa Rosa de Lima, en la que participan miembros de la Policía Nacional del Perú.
A partir del año 2015, la catedral ha recuperado gran parte de su prestancia, restituyendo la mayoría de sus elementos constructivos y decorativos (aunque faltan algunos elementos por ser restaurados, como algunos altares y capillas), convirtiéndose en el centro de la vida litúrgica y eclesial de la Ciudad de Huancayo.